# Famille de Malherbe (Maine)
Pour les articles homonymes, voir Familles de Malherbe, Malherbe et Famille de Malherbe (Normandie).
La famille de Malherbe est une famille subsistante de la noblesse française, d'ancienne extraction. Originaire de Normandie, elle forma plusieurs branches dont l'une s'établit à Marçon, dans le Maine, dès le XVe siècle. Seule cette dernière branche dite des seigneurs de Poillé, maintenue noble à Orléans en 1667, est subsistante.

## Histoire
Guillaume Malherbe, seigneur de La Meauffe (Manche), du Jardin (La Vacquerie, Calvados), est cité en 1357 avec ses trois fils Arnouf, Richard, et Robert. L'un des trois fut le père de Jehan Malherbe, seigneur de La Boisselière (Saint-Jean-des-Essartiers, Calvados), du Jardin, et de Breuil.
Cette famille se subdivisa dès le XIVe siècle en deux lignées :
- Lignée de La Boisselière[1]
- Lignée d'Amayé[2]

Selon les généalogistes royaux du XVIIIe et du XIXe siècle, la famille de Malherbe serait de souche danoise, issue de Malerf, chevalier-banneret à qui le Duc de Normandie confia la garde d'un de ses fiefs.
La famille est adhérente à l'Association d'entraide de la noblesse française, depuis 2000.

## Généalogie

### Lignée de La Boisselière
Jehan Malherbe, seigneur de La Boisselière, vivant en 1412, eut pour fils Robert Malherbe, seigneur de La Boisselière, qui fut père de Lucas Malherbe, seigneur de La Boisselière et du Jardin, marié à Jeanne du Fresne, dame des Anges.
Leur descendance forma les branches suivantes, :
- les seigneurs de La Boisselière (branche aînée)
- les seigneurs de Fierville
- les seigneurs du Fresne
- les seigneur de Taymes

### Lignée d'Amayé
Jean Malherbe, seigneur d'Amayé (Amayé-sur-Seulles, Calvados), et son épouse Jeanne Malherbe, dame de Landes, fille de Guillaume Malherbe, seigneur du Bouillon et de Landes (des Malherbe de Saint-Agnan), et de Richette d'Escorchebeuf, eurent plusieurs enfants, dont :
- Jean Malherbe, seigneur d'Amayé, père de Jean Malherbe, seigneur de La Roche, auteur de la branche de Poillé[2]
- Alain Malherbe, auteur de la branche de Gathemo[7]

### Branche de Gathemo
Alain Malherbe, maintenu noble par Montfaut en 1464, épousa Guillemette Ruault, dame de Gathemo (Avranchin, Manche), puis en 1451 Jeanne Aponel, dont il eut Guillaume Malherbe, seigneur de Gathemo, vivant en 1497, qui poursuivit,.
Nicolas de Malherbe, seigneur de Gathemo, fut maintenu noble en 1666 par Chamillart.

La branche de Gathemo fit ses preuves pour les écoles militaires en 1756 et 1772
La branche des seigneurs de La Renauldière serait issue de la branche de Gathémo.

### Branche de Poillé
Jean Malherbe, écuyer, seigneur de La Roche, mentionné ci-dessus, fit souche à Marçon, dans la Sarthe (Maine), en épousant vers 1440 Jacqueline de Poillé, héritière de sa famille. Ils furent les auteurs de la branche de Poillé.

Jean Malherbe fit pour son épouse, le 12 mars 1469, hommage simple au seigneur de Marçon pour le manoir et la terre de Poillé, ce qui est le premier acte attesté de cette branche, à partir duquel la filiation est entièrement prouvée.
La branche de Poillé fut maintenue noble à Vendôme (Loir-et-Cher) en 1641, et à Orléans (Loiret) en 1667 et 1715. Elle a fait ses preuves pour Saint-Cyr en 1731. Elle a comparu en 1789 aux assemblées de la noblesse au Mans et à Tours.
La branche de Poillé, toujours implantée à Marçon (Sarthe), est la seule subsistante de cette famille.

## Personnalités
Les principales personnalités de cette famille  sont, par ordre chronologique :
- René I de Malherbe, gouverneur des villes, pays et duché de Vendômois [11] ;
- René II de Malherbe, gouverneur des villes, pays et duché de Vendômois à partir de 1562 [11] ;

### Généalogie
- Armand de Malherbe (1804-1849)
  - Raymond de Malherbe (1826-1891), homme politique français, maire, conseiller général, sénateur de 1876 à 1879[12] ;
    - Louis Paul Christian de Malherbe, comte de Malherbe (1853-1920)
      - René de Malherbe (1881-1931), lieutenant-colonel d'aviation x Yvonne Gibert (1893-1984)
        - Patrice de Malherbe (1918-1987)

      - Jeanne de Malherbe x Jean d'Aboville
      - Jacqueline de Malherbe x Pierre d'Aboville

    - Guy de Malherbe, vicomte de Malherbe (1859-1942)
      - Raymond de Malherbe (1896-1932), époux de Maria-Dolorès de Malherbe née Maria-Dolorès Mac Lennan (1894-1966), reconnue « Juste parmi les nations »[13],[14] ;
        - Armand de Malherbe (1926-2019), maire de Marçon (Sarthe) de 1956 à 2001, conseiller général du canton de La Chartre-sur-le-Loir pendant 20 ans[15]. Engagé à 18 ans dans la 3e armée Américaine en 1944, dans laquelle il prend part à la campagne des Ardennes et à la campagne d'Allemagne, en tant qu'officier de liaison[16]. Sera ensuite l'un des dirigeants du groupe américain de publicité Ted Bates (en) jusqu'en 1996 ;
          - Raymond de Malherbe (né en 1957), dirigeant de sociétés à l'international, conseiller municipal de Marçon, conseiller régional des Pays de la Loire depuis 2021 ;
          - Guy de Malherbe (né en 1958), peintre et dessinateur[17],[18] ;
            - Apolline de Malherbe (née en 1980), journaliste de télévision.

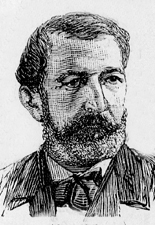
Raymond de Malherbe (1826-1891), sénateur.
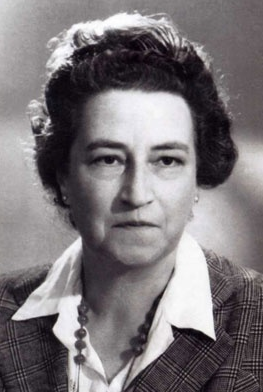
Maria-Dolorès de Malherbe (1894-1966), « Juste parmi les nations ».
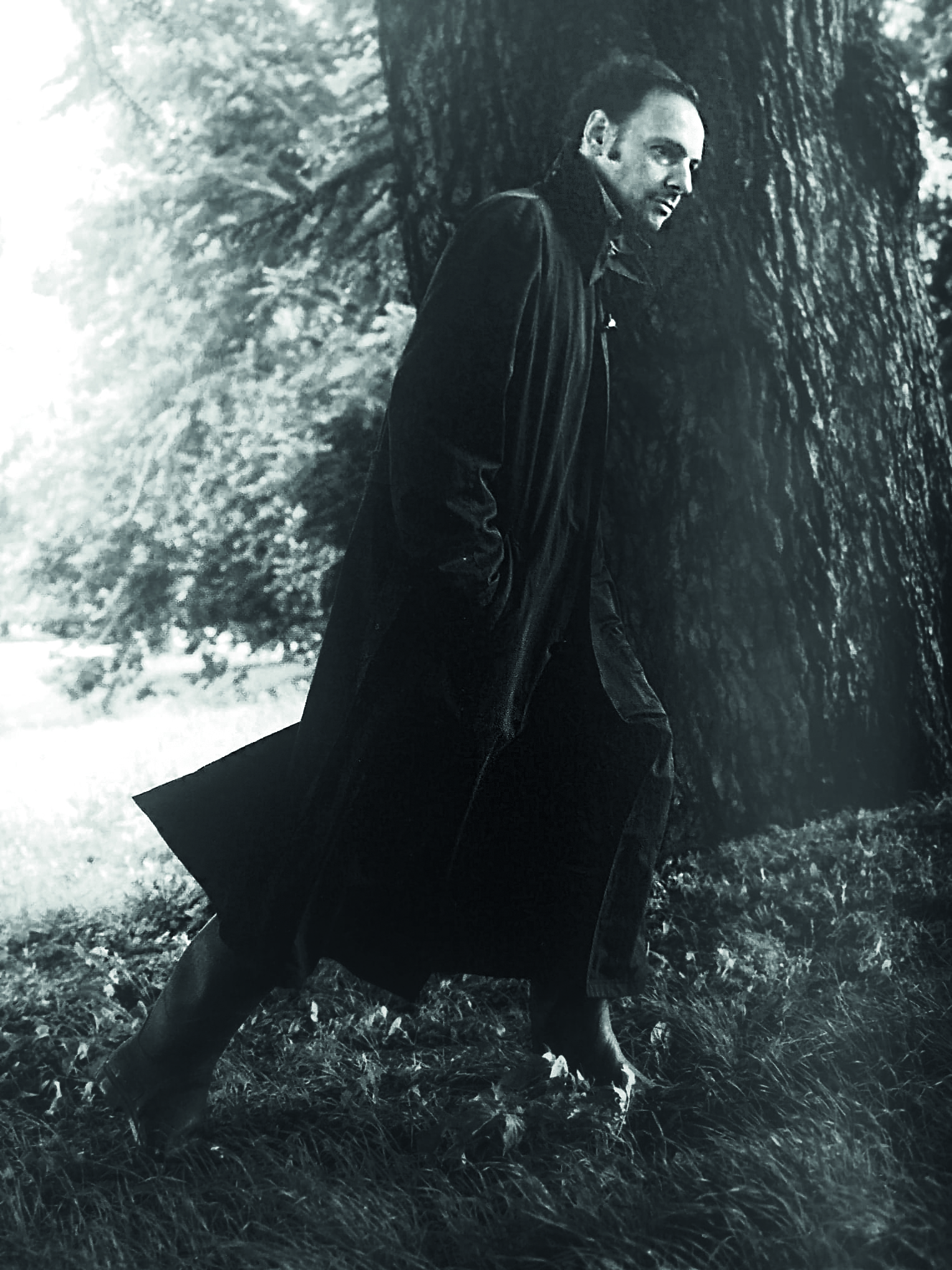
Guy de Malherbe (né en 1958), artiste peintre.

## Armes
Cette famille porte : D'or, à deux jumelles de gueules, posées en fasce, l'une au-dessus de l'autre, et deux lions, aussi de gueules, affrontés et posés au chef de l'écu.,
Ces armes, dites des « Malherbe aux lions », caractérisent la famille de Malherbe de La Meauffe, originaire des diocèses de Coutances et de Bayeux.

## Alliances
Les principales alliances de la famille de Malherbe sont : de Poillé (1449), de Guargessale (1522), Hurault de Saint Denis (1542), de Gruel de La Frette (1562), de Vanssay (1664) , Pinon de Saint Georges (1825), de La Gorgue de Rosny (1981), de La Forest Divonne (1979).

### Sources et bibliographie
- Louis d'Izarny-Gargas, Jean-Jacques Lartigue, Jean de Vaulchier, Nouveau Nobiliaire de France (tome 3, M-Z) (Versailles, 1998)
- François Aubert de La Chenaye Desbois, Dictionnaire de la Noblesse (Paris, 1778)
- Louis Pierre d'Hozier, Armorial général, ou Registres de la Noblesse de France (registre 1) (Paris, 1752)
- Nicolas Viton de Saint-Allais, Nobiliaire universel de France (tome 2) (Paris, 1816)
- Henri Jougla de Morenas, Grand Armorial de France (tome 4, page 513) (Paris, 1939)
- Pierre Elie Marie Labbey de La Roque, Recherche de Montfaut en 1464 (Caen, 1818)
- Guy Chamillart, Recherche de la noblesse de 1666 pour la Généralité de Caen (Caen, 1887)
- Julien Pitard, La noblesse du Mortainais (Argentan, 1928)
- Isidore Cantrel, Catalogue des gentilshommes du bailliage de Vire (Vire, 1862)
- Jean Fournée, Documents sur la noblesse de la sergenterie de Torigni du 15e au 17e siècle (Paris, 1953)
- Raoul Barré de Saint-Venant, Dictionnaire topographique, historique, biographique, généalogique, et héraldique du Vendômois (tome 1, voir Connival) (Vendôme, 1912)